# Jorge Nájar
Jorge Nájar (Pucallpa, 1946) Poeta, traductor y periodista peruano, miembro del Movimiento Hora Zero.

## Biografía
Su padre y abuelos trabajaron en la construcción de la primera carretera que penetró en la Amazonía. Su abuelo materno fue japonés. Pasó su infancia y adolescencia en diversas poblaciones de la Amazonía. En 1964 se fue a Lima donde estuvo en contacto con la vanguardia poética; en la capital, residió en los barrios altos. Publicó sus primeros escritos en la revista limeña Hora Zero. En 2003 publicó una antología de poesía francesa actual, con el título Poesía Contemporánea de Expresión Francesa, son poemas de diversos autores en francés, traducidos por él mismo; la obra la publicó la Pontificia Universidad Católica del Perú. Reside en París desde 1977. Su obra trata la experiencia vital en la Amazonía y las identidades y culturas de distintos pueblos indígenas de la región. En abril de 2019 participó como conferenciante en las jornadas «La poesía del Perú. Jornadas de creación y aproximación», organizadas por el Instituto Cervantes, en Madrid, en colaboración con el Centro Cultural Inca Garcilaso, dependiente del Ministerio peruano de Exteriores.

## Obras

### Poesía
- Malas maneras (1973)
- Finibus terrae (1984)
- Lienzo escrito (1992), traducido al francés por Marilyne Renard
- Mate Burilado (1999), traducido al francés por Mathilde y Albert Bensoussan como Gravures sur maté
- Canto ciego (2001)
- Mascarón de proa (2006)
- Ahí donde brota la luz (2007), traducida al francés
- Hotel Universo (2017), participante del V Festival internacional de Poesía, Primavera Poética de Lima
- Espíritus (2018)

### Narrativa
- Pérou, contes populaires (1989)
- Penúltima Odisea y otras ficciones, Ediciones San Marcos, Lima, 2007
- Vallejo y la célula non plus ultra, Ediciones Altazor, Lima, 2010.
- El Alucinado, Editorial Summa, Lima, 2013.
- El Árbol de Sodoma, Editorial Summa, Lima, 2014.
- César Vallejo, La Vida Bárbara (2019)

## Premios
- Premio Copé de Oro en 1984, por Finibus terrae
- Premio Juan Rulfo de Poesía (2001), convocado por Radio Francia Internacional y la Casa de América Latina, por Canto ciego